# 野生の王国
『野生の王国』（やせいのおうこく）は、1963年12月12日から1990年9月21日まで、日本の毎日放送（MBS）をはじめ国内の地上波テレビ各局で放映されたドキュメンタリー番組・教養番組である。毎日放送と東北新社の制作（末期は毎日放送の完全自社制作）。1967年4月6日よりカラー化。全1050回放送。のちに、CSでもスカイパーフェクTV!のTBSチャンネルで放送した。

## 番組内容
世界各地の動物の生態系について映像とナレーション、専門家の解説を交えて紹介した。
当初はアメリカ合衆国の動物学者、マーリン・パーキンスの製作・出演により、同国NBCで放映された動物番組『Wild Kingdom』（1963年 - 1988年）の日本語版として放送が始まり、初期はオリジナルのフィルムを使用しドキュメンタリー部分の前後に登場するパーキンスによる司会の吹き替えも声優の浦野光（のちに八木治郎）が行う形を取っていたが、次第に独自製作に移行した。オリジナルや国産の映像にくわえてディスカバリーチャンネルやBBCなどヨーロッパ各局や国内各プロダクション製作による映像も盛んに紹介するようになる。中期にはナレーターの八木と上野動物園の名園長であった古賀忠道（監修者）ら動物の専門家との対談によって動物を解説し、この様式は八木の没後も踏襲された。
最末期では毎週芸能人がリポーターを務め、1990年9月21日放送の「ヒトと動物の共生は可能なのか?」をもって26年9か月間の歴史に幕を閉じた。

### 表彰
- 優秀動物愛護映画コンクール・優秀賞
- 中央児童福祉審議会推薦番組
- 大阪府教育委員会推薦番組

## 放映データ（系列外の番販局を除く）
1975年3月までは毎日放送が当時ネットを組んでいたNETテレビ（現在のテレビ朝日）をはじめNET系列各局で放送されていたが、4月以降は毎日放送がTBS系列にネットチェンジしたため、TBS系列各局で放送された。

### 1963年 - 1975年（一時除く）
- 1963年12月 - 1965年4月1日
- 1965年10月7日 - 1967年10月19日（この期間内の1967年4月6日放送よりカラー化[1]）
- 1968年7月4日 - 1968年10月17日
- 1970年4月29日 - 1970年10月7日
- 1971年4月1日 - 1975年3月27日

- 毎日放送（制作局）をはじめとするNET系列各局（広島ホームテレビ(UHT)を除く）…木曜19:30 - 20:00
- 広島ホームテレビ…1970年12月の開局後、編成により遅れネットで放送（毎日放送がNET系列だった時代の末期は土曜17:00 - 17:30に放送。上述の時間は日本テレビ系列の番組（木曜スペシャルなど）を放送。編成により一時的に中国放送（RCC・TBS系列）へ移譲されることもあった）[5]

1968年10月24日から一時休止し、同じ住友グループ提供枠で『ランデブークイズ・ペアでハッスル』が放送された。
NET系列単独加盟局は当時1桁台で、大半の地域がクロスネット局または系列外局での番販放送だった。クロスネットを含むNET系列の開局でいったん放映権を譲渡した後、MBSのネットチェンジで再び放送することになったTBS系列（JNN）加盟局も存在した。

### 1975年 - 1984年・1987年 - 1990年
- 1975年4月 - 1984年9月
- 1987年10月 - 1990年9月

- 毎日放送（制作局）をはじめとするTBS系列（当時TBS系列とフジテレビ系列=FNSのみ加盟とのクロスネット局だった福島テレビ（FTV）、テレビ山口（TYS）を含む。ただし、1984年3月までは北陸放送（MRO）等一部系列は放送日時差し替え）…金曜19:30 - 20:00（ただし1987年10月以降は19:58まで）

1984年3月までの北陸放送など民放2局 - 3局地区の系列の一部では正式なクロスネットではなかったものの、番組販売扱いで放送日時およびスポンサーを地元企業等に差し替えて遅れ放送（本来の放送時間に日本テレビ制作のプロ野球中継や『カックラキン大放送!!』を同時放送した局があった）。
その一方で、福島テレビとテレビ山口は当時FNS正式加盟局だったが金曜19時台をTBS系列の番組枠としていたため、同時ネットで放送された。当時福島テレビとテレビ山口のゴールデンタイムはTBSおよびフジテレビの番組を曜日または時間別に同時スポンサードネットしており、FNS系列の金曜19時台は前半がローカルセールス枠だったためTBS系列の番組を編成するのが容易だったという事情もある。なお、福島テレビはJNN脱退・FNN加盟後も1983年9月までは放送（→1983年12月にテレビユー福島で再開）、逆にテレビ山口は1987年10月にFNSを脱退した。

### 1984年 - 1987年
- 1984年10月 - 1986年3月

- 毎日放送（制作局）…土曜16:50 - 17:30
- その他のTBS系列（当時クロスネット局のテレビ山口を含む）…金曜19:20 - 19:58（『JNNニュースコープ』拡大に伴う。当該時間では毎日放送が自社制作の関西ローカル番組（『ザ・パーティ鶴瓶です』他大阪ガス単独提供番組）を放送のため、毎日放送以外では1日先行ネットで放送された）

これに先立つ1984年4月、TBSが巨人戦ナイター中継を30分延長する場合に対応しやすいよう系列のゴールデンタイムにおける番組編成を原則として系列内番組に統一したため、民放2局 - 3局地区ではそれまで同時ネットしていた他系列番組を打ち切り、または遅れネットへ移行、または競合局へ譲渡する措置を取り同時ネットに移行していた。

#### 放送リスト
- 放送日は制作局基準で記す。

| 放送日     | サブタイトル                                                | 紹介動物                                                   | 紹介地域                         | 特記事項 |
| ---------- | ----------------------------------------------------------- | ---------------------------------------------------------- | -------------------------------- | -------- |
| 1986.5.23  | アフリカの草食獣全員集合・食べられる側から見たサバンナ      | アフリカ東部の草食獣                                       | アフリカ東部                     | ─        |
| 1986.5.30  | なんでも食べてよく遊んで大きくなれハイイログマの赤ちゃん    | ハイイログマ                                               | 北アメリカ                       | ─        |
| 1986.6.6   | 羽仁進東アフリカを行く・バッファローの赤ちゃん対ゾウ?       | バッファロー、アフリカゾウ                                 | アフリカ東部                     | ─        |
| 1986.6.13  | フクロウ親子とムササビの同居・鎮守の森                      | フクロウ、ムササビ                                         | 日本                             | ─        |
| 1986.7.11  | 撮影成功・謎の鳥・ヤンバルクイナのヒナの誕生の決定的瞬間    | ヤンバルクイナ                                             | 沖縄本島                         | ─        |
| 1986.7.18  | 羽仁進東アフリカを行く・チーター必殺のハンティング術教育    | チーター                                                   | アフリカ東部                     | ─        |
| 1986.7.25  | 奇跡の復活・旧石器時代から生きのびたヨーロッパバイソン      | ヨーロッパバイソン                                         | ピアウォピエイスカの原生林       | [ 6 ]    |
| 1986.8.1   | 放送無し                                                    | －                                                         | －                               | ─        |
| 1986.8.8   | 閉じこめられたクラゲの大群・パラオの島の不思議な湖に潜入    | クラゲ類                                                   | パラオ                           | ─        |
| 1986.8.15  | 放送無し                                                    | －                                                         | －                               | ─        |
| 1986.8.22  | 孤独なハチが集団生活をするまで・ハチの進化史をたどる        | ハチ類(ミツバチ)                                           | 不詳                             | ─        |
| 1986.8.29  | 放送無し                                                    | －                                                         | －                               | ─        |
| 1986.9.5   | はるかなる"バランダ"伝説・危機にたつタスマニアの珍獣        | 有袋類全般                                                 | タスマニア                       | ─        |
| 1986.9.12  | アラスカ最北部・ホッキョクギツネの短い夏・子育ての記録      | ホッキョクギツネ                                           | アラスカ北部                     | ─        |
| 1986.9.19  | 飛ぶ・走る・泳ぐ・潜る・消える・変幻自在?トカゲの世界       | トカゲ類                                                   | 不詳                             | ─        |
| 1986.9.26  | 羽仁進東アフリカを行く・珍獣ジャイアント・ホッグ決闘の森    | クロシロコロブス、大ガラゴ、ジャネット・キャット           | アフリカ東部ケニア・アバデア連峰 | [ 7 ]    |
| 1986.10.10 | 暗闇に光る目・イリオモテヤマネコ・秘境のジャングルを行く    | イリオモテヤマネコ                                         | 沖縄                             | ─        |
| 1986.10.17 | 大空の狩人たち・ウミワシ、体長1メートルの大ウナギを生け捕る | ウミワシ                                                   | 不詳                             | ─        |
| 1986.10.24 | サバンナのギャングたち・ヒヒ90頭を一網打尽・移動大作戦      | ヒヒ                                                       | ケニア                           | ─        |
| 1986.10.31 | ヒグマの親子ひと夏の冒険・アラスカに生きる地上最大の肉食獣  | ヒグマ                                                     | アラスカ                         | ─        |
| 1986.11.7  | 発見から3年・日本最大の甲虫ヤンバルテナガコガネはいま       | ヤンバルテナガコガネ                                       | 沖縄                             | ─        |
| 1986.11.14 | ダム作りの天才・建築の名人・北米のひょうきん者ビーバー      | ビーバー                                                   | 北アメリカ                       | ─        |
| 1986.11.21 | 飛んで灯に入る─きわられもの、ガはカムフラージュの天才       | ガ類                                                       | 不詳                             | ─        |
| 1986.11.28 | 海鳥1万羽が乱舞する・南海の孤島仲の神島は子育ての楽園       | アホウドリ?                                                | 仲の神島                         | ─        |
| 1986.12.5  | 放送無し                                                    | －                                                         | －                               | ─        |
| 1986.12.12 | タランチュラ、死の求愛ダンス・世界中の珍種クモ大集合        | タナグモ、ヒメグモ、ステゴディフス、ミズグモ、タランチュラ | 不詳                             | [ 8 ]    |
| 1986.12.19 | アルマジロを襲うピューマ・中米の熱帯雨林に生きる動物たち    | アルマジロ、ピューマ他                                     | 中米                             | ─        |
| 1986.12.26 | 放送無し                                                    | －                                                         | －                               | ─        |

## ネット局
○はNET系列時代に放送された局
- ○毎日放送（制作局）
- ○NET→TBS
- ○北海道放送→○北海道テレビ→北海道放送
- ○青森放送→○青森テレビ
- ○秋田放送
- 岩手放送
- ○宮城テレビ→東北放送
- ○山形放送→山形テレビ→テレビユー山形
- ○福島テレビ→○福島中央テレビ→福島テレビ→テレビユー福島
- 新潟放送
- ○北日本放送→富山テレビ[14]
- ○北陸放送
- 福井テレビ[18]
- ○山梨放送→テレビ山梨
- ○信越放送→○長野放送→信越放送[19]
- ○テレビ静岡[20]→静岡放送
- ○中部日本放送→○名古屋テレビ[22]→中部日本放送
- ○日本海テレビ→山陰放送
- ○山陽放送→○岡山放送→山陽放送
- ○中国放送→○広島ホームテレビ→中国放送
- テレビ山口
- ○四国放送
- ○西日本放送→○瀬戸内海放送→山陽放送
- ○南海放送→○テレビ愛媛→南海放送またはテレビ愛媛（編成によりいずれかで放送）[23]
- ○高知放送→テレビ高知[24]
- ○九州朝日放送→RKB毎日放送
- 長崎放送
- ○熊本放送
- ○大分放送
- ○テレビ宮崎→宮崎放送
- 南日本放送
- ○沖縄テレビ→琉球放送

## 主題歌
歴代オープニングテーマ
- 初代テーマ曲（作曲：宇野正寛 歌：シンガーズ・スリー。1963年12月[疑問点 – ノート] - 1984年9月）

※CD「ブロードキャスト・トラックス 毎日放送編」にも収録されている（発売：ウルトラ・ヴァイヴ）
- 2代目テーマ曲「Children Of The Universe」（碧い星の子供たち）（作詞・歌：リンダ・ヘンリック、作曲：田中章、編曲：渡辺俊幸、発売：ワーナー・パイオニア。1984年10月 - 1986年9月）
- 3代目テーマ曲「愛のシンフォニー」（作詞・作曲：羽岡仁 歌：羽岡仁。発売：ポリドールK.K.。1986年10月 - 1990年3月）
- 4代目テーマ曲「地上絵」（作詞・作曲: 小暮伝衛門 / 編曲: 松崎雄一 歌：小暮伝衛門。発売：CBS・ソニーグループ。1990年4月 - 9月）

## ナレーター
- 初代 浦野光（1963年 - 1968年）
- 2代目 八木治郎（1968年 - 1983年） - 1983年4月18日に死去した後も、6月上旬までは事前収録されていたものが放送された。ただし、八木の死去のテロップが流れていた。
- 3代目 小池清（毎日放送アナウンサー(当時)）。八木の死去にともない、1983年6月下旬放送分から1984年9月まで担当）
- 4代目 寺田農 - 本編のナレーション、シリアスな語り口だった。
- 見城美枝子 - 専門家の解説のときのインタビュアー、次回予告ナレーターも担当。

## 取り上げた生物・地域などと、価値観
世界各地に及ぶ。オープニングではアフリカのサバンナが描かれ本編でもしばしば取り上げられた（一般の視聴者の関心は主にこの方面に集中した）が、他にもヨーロッパやアメリカ大陸なども扱われた。日本についても、北海道のヒグマの生態が扱われた事例がある。反面、BBCの製作になるイギリスの人間生活に身近な昆虫などを主なテーマにした映像を除くと海洋生物や無脊椎動物はあまり扱われなかった。海洋生物に関しては、同時期の日本テレビ系のネットで放送されていたドキュメンタリー番組の『驚異の世界・ノンフィクションアワー』にてジャック=イヴ・クストー製作の海洋生物ものの映像が目玉として頻繁に取り上げられていた。
価値観としては終始自然保護・動物愛護の精神がナレーションなどで語られているが、初期には草食動物の視点に立ったナレーションが多かったが、後期には肉食動物の視点に立つようになるなど途中で価値観が変わったものも多い。終末期には動物番組における伝統的なやらせ問題を糾弾した海外フィルムを紹介したこともあり、そのときはオリジナル番組であった "Wild Kingdom" やその司会者であったパーキンスが俎上に上げられる場面までが放送された。オープニングテーマも、それまでの動物愛・家族愛を謳った物から『地上絵』では環境問題・絶滅問題が主題になっている。

## スポンサー
NET系列番組としてスタートした開始当初は住友グループ加盟各社による一社提供（後期は「住友の大自然シリーズ」の冠があった）。
TBS系列番組に移行してからは一時期、住友グループの会員の一社でもあるNECグループ（戦前の初期社名が「住友通信工業株式会社」であった）の単独提供として「NECアワー」冠タイトルを付けて放送したが、1978年頃から、芙蓉グループの一社である久保田鉄工（現：クボタ）がスポンサーに加わり、2社提供体制となった。
提供アナウンスメントは住友グループ一社提供時代は「◯◯（当時の住友グループのスローガン）、住友グループの提供でお送りします。（しました）」の形態だったが後に「提供は、◯◯です。（でした）」に改められ、その後は「この番組は、◯◯の提供でお送りします。（しました）」の形態に再度 改められた。
40分番組となった1984年10月頃からはNECを含めた複数社提供となり、この形態は30分番組に再び戻された1987年頃以降も続いた。
1990年頃からは筆頭スポンサーのNECが降板。最終回までは筆頭スポンサー無しの複数社提供で放送した。
住友グループ提供時代は「WWF世界野生生物基金」への協力を訴える内容　「世界野生生物基金に協力して、わたしたちの手で自然を守りましょう」のフリップを放送した。

## 参考資料
- 毎日放送50年史（2001年9月、毎日放送50年史編纂委員会事務局編・毎日放送発行）…国立国会図書館の所蔵情報

| 毎日放送制作・NET 木曜19:30 - 20:00 この間住友グループ一社提供枠 | 毎日放送制作・NET 木曜19:30 - 20:00 この間住友グループ一社提供枠                           | 毎日放送制作・NET 木曜19:30 - 20:00 この間住友グループ一社提供枠                 |
| 前番組                                                           | 番組名                                                                                     | 次番組                                                                           |
| ---------------------------------------------------------------- | ------------------------------------------------------------------------------------------ | -------------------------------------------------------------------------------- |
| 戦国大統領                                                       | 野生の王国 （1963年12月 - 1965年4月）                                                      | ウルトラ2等兵                                                                    |
| ウルトラ2等兵                                                    | 野生の王国 （1965年10月 - 1967年10月）                                                     | 世界の日本人                                                                     |
| ミュージックトップショー                                         | 野生の王国 （1968年7月 - 1968年10月）                                                      | ランデブークイズ・ペアでハッスル                                                 |
| 毎日放送 木曜19:30 - 20:00 【ここまでNET】                       |                                                                                            |                                                                                  |
| ランデブークイズ・ペアでハッスル 住友グループ一社提供枠          | 野生の王国 （1971年4月 - 1975年3月） この番組まで住友グループ一社提供枠                    | ここからTBSにネットチェンジ おそば屋ケンちゃん （TBS制作・朝日放送から番組移行） |
| NET 木曜19:30 - 20:00                                            |                                                                                            |                                                                                  |
| ランデブークイズ・ペアでハッスル 住友グループ一社提供枠          | 野生の王国 （1971年4月 - 1975年3月） 【ここまで毎日放送制作枠 かつ住友グループ一社提供枠】 | お笑い他流試合 【ここからNET制作枠】                                             |

| 毎日放送 金曜19:30 - 20:00 【1975年4月からTBS】                   | 毎日放送 金曜19:30 - 20:00 【1975年4月からTBS】                                | 毎日放送 金曜19:30 - 20:00 【1975年4月からTBS】                                             |
| 前番組                                                            | 番組名                                                                         | 次番組                                                                                      |
| ----------------------------------------------------------------- | ------------------------------------------------------------------------------ | ------------------------------------------------------------------------------------------- |
| ここまでNET がんばれ!!ロボコン （NET制作・朝日放送に番組移行）    | 野生の王国 （1975年4月 - 1984年9月） 1978年途中までは日本電気（NEC）一社提供枠 | ザ・パーティ鶴瓶です （ここからローカル枠）                                                 |
| 毎日放送 金曜19:30 - 19:58                                        |                                                                                |                                                                                             |
| 不明 （ここまでローカル枠）                                       | 野生の王国 （1986年4月 - 1990年9月）                                           | 金曜テレビの星! （TBS制作） ※19:30 - 20:54                                                  |
| 毎日放送 土曜16:50 - 17:30枠                                      |                                                                                |                                                                                             |
| 不明 ※? - 17:00銀河漂流バイファム ※17:00 - 17:30                  | 野生の王国 （1984年10月 - 1986年3月）                                          | スクールウォーズ[再] ※16:30 - 17:30                                                         |
| TBS 金曜19:30 - 20:00                                             |                                                                                |                                                                                             |
| 霊感ヤマカン第六感 （NETに番組移行） 【ここまで朝日放送制作枠】   | 野生の王国 （1975年4月 - 1984年9月）                                           | 野生の王国 （枠拡大） ※19:20 - 19:58テレビ大好き! ※19:58 - 20:00 【ここから関東ローカル枠】 |
| TBS 金曜19:20 - 19:58                                             |                                                                                |                                                                                             |
| 全国縦断!クイズあのねのね ※19:00 - 19:30野生の王国 ※19:30 - 20:00 | 野生の王国 （1984年10月 - 1987年9月） （枠拡大）                               | テレビ見たとこ勝負! ※19:00 - 19:30野生の王国 （枠縮小）                                     |
| TBS 金曜19:30 - 19:58                                             |                                                                                |                                                                                             |
| 野生の王国 ※19:20 - 19:58                                         | 野生の王国 （1987年10月 - 1990年9月）                                          | 金曜テレビの星! ※19:30 - 20:54 【ここからTBS制作枠】                                        |